# Zoo Quest
Zoo Quest est une série de documentaires sur la nature en plusieurs parties diffusés sur la BBC entre 1954 et 1963. Il a été le premier grand programme présenté par David Attenborough.
Pour chaque série, Attenborough voyageait avec le personnel du zoo de Londres dans un pays tropical pour capturer un animal pour la collection du zoo (la pratique étant acceptée à l'époque). Bien que le programme était structuré autour de la quête de l'animal, le film était aussi le prétexte pour présenter d'autres animaux sauvages des régions parcourues, des populations locales et de leurs coutumes. Attenborough présentait chaque programme depuis le studio et racontait ensuite le film que son équipe avait tourné sur place. À la fin de chaque série, les animaux que l'équipe avait capturés étaient introduits dans le studio, où des experts du zoo en discutaient.
À l'exception de la première série de 1954 (qui a été rééditée en compilations l'année suivante) tous les épisodes de Zoo Quest se trouvent dans les archives BBC. La série était le programme faunistique le plus populaire de son temps en Grande-Bretagne, et a lancé la carrière d'Attenborough en tant que présentateur de documentaires animaliers.